# Glenn Garland
Glenn Garland jest amerykańskim montażystą filmowym, znanym ze współpracy z reżyserem i muzykiem rockowym Robem Zombie.
W branży filmowej debiutował pod koniec lat osiemdziesiątych. Pierwszym filmem, przy którym zlecono mu samodzielną pracę, był western Clyde'a Ware'a Banda złego Jima z 1990 roku. Do 2013 Garland zmontował blisko pięćdziesiąt filmów, z których popularniejsze to Miłość i honor (2013), Król Kalifornii (2007) i Pokerzyści (2003). Kolaboracja montażysty z Robem Zombie przyniosła w efekcie takie horrory, jak Bękarty diabła (2005), Halloween (2007), Halloween II (2009), The Lords of Salem (2012) i 31 (2016).